# Stele von Çağdın

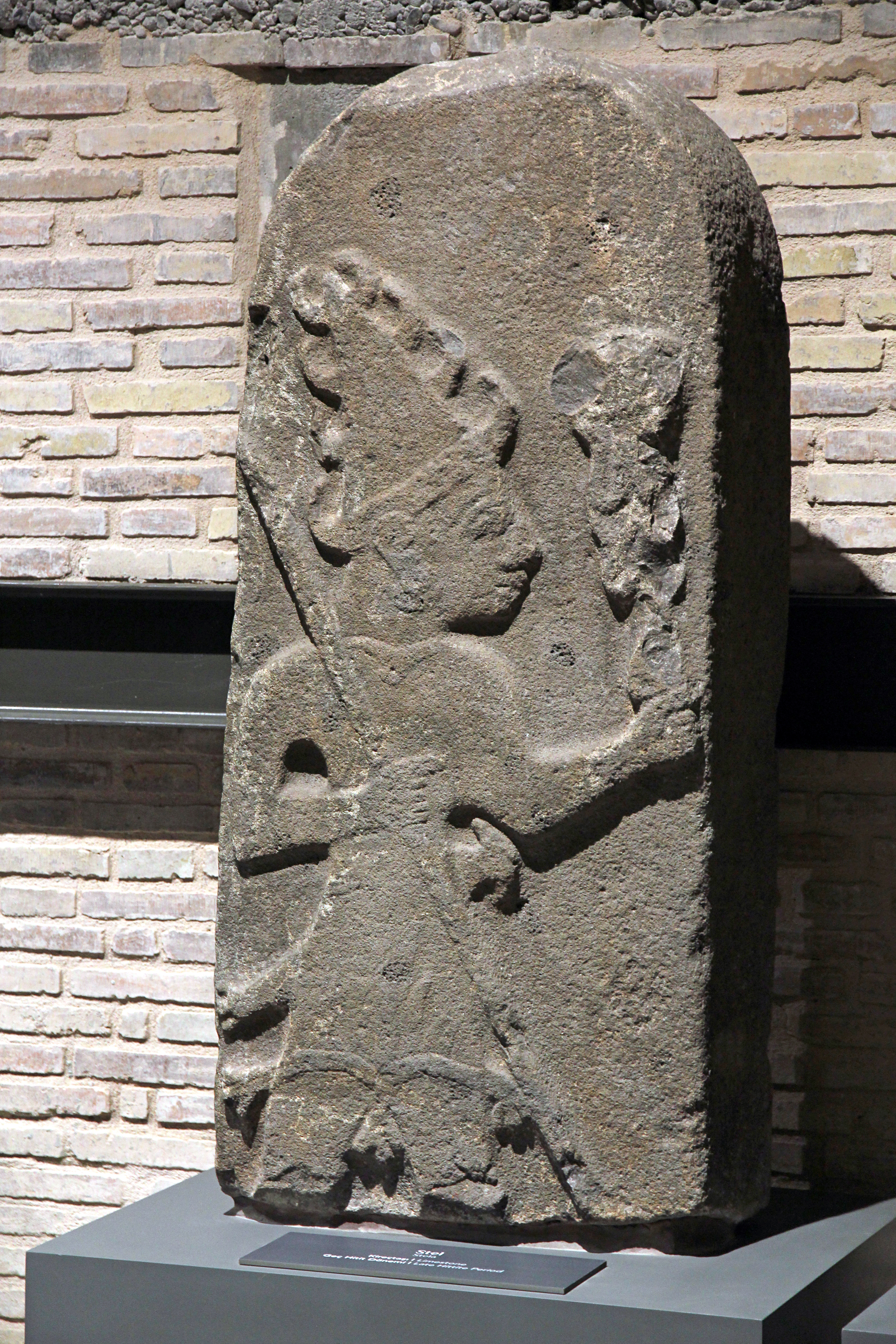
Stele von Çağdın

Die Stele von Çağdın ist ein Relief aus der Zeit des hethitischen Großreichs im 14. bis 13. Jahrhundert v. Chr. Sie wurde 1982 im Ort Çağdın, heute Akçaköy, im Bezirk Karkamış der türkischen Provinz Gaziantep gefunden und ist heute im Archäologischen Museum von Adana ausgestellt.

## Beschreibung
Die Stele aus Basalt ist 1,50 Meter hoch, 0,63 Meter breit und oben abgerundet. Sie zeigt von den Knien aufwärts einen nach rechts gewandten Wettergott. Er ist mit einem kurzen Rock bekleidet und trägt als Zeichen seiner Göttlichkeit den gehörnten Spitzhut. An der Hüfte hängt links, hinter dem Körper, ein Schwert, dessen Scheide in drei fransenartigen Spitzen endet, ähnlich denen seines Rocksaums. Die rechte Hand hält vor dem Körper schräg eine Lanze, deren beide Enden außerhalb der Bildfläche liegen. Die linke Hand ist vorgestreckt. Darüber sind, im gleichen Hochrelief wie der Gott, vier übereinanderstehende Luwische Hieroglyphen dargestellt. Die Lesung lautet DEUS TONITRUS TONITRUS URBS, was der britische Hethitologe John David Hawkins als Wettergott der Stadt Tarḫuntašša übersetzt. Abweichend sieht der deutsche Vorderasiatische Archäologe Kay Kohlmeyer das unterste Zeichen nicht als  URBS (Stadt) an, sondern getrennt von den oberen Zeichen als Heilssymbol  BONUS an, das der Gott auf der vorgestreckten Hand trägt.